# 39 Волос Вероники
39 Волос Вероники (лат. 39 Comae Berenices), HD 113848 — тройная звезда в созвездии Волос Вероники на расстоянии (вычисленном из значения параллакса) приблизительно 162 световых лет (около 49,6 парсек) от Солнца. Возраст звезды определён как около 1,361 млрд лет.

## Характеристики
Первый компонент (HD 113848Aa) — жёлто-белая звезда спектрального класса kF0hF8mF3p, или F3,5V, или F4V, или F5. Видимая звёздная величина звезды — +6,1m. Масса — около 1,57 солнечной, радиус — около 3,554 солнечного, светимость — около 7,416 солнечной. Эффективная температура — около 6565 K.
Второй компонент (HD 113848Ab). Видимая звёздная величина звезды — +9,1m. Масса — около 0,97 солнечной. Орбитальный период — около 4677 суток (12,8 года). Удалён на 0,2 угловой секунды.
Третий компонент (HD 113848B) — оранжево-жёлтая звезда спектрального класса K-G. Видимая звёздная величина звезды — +8,75m. Масса — около 0,71 солнечной. Эффективная температура — около 5096 K. Орбитальный период — около 131825 суток (361 года). Удалён на 1,6 угловой секунды.

## Планетная система
В 2019 году учёными, анализирующими данные проектов HIPPARCOS и Gaia, у звезды обнаружена планета HIP 63948 b.